# Hypena lacessalis
Hypena lacessalis är en fjärilsart som beskrevs av Walker 1859. Hypena lacessalis ingår i släktet Hypena och familjen nattflyn. Inga underarter finns listade i Catalogue of Life.